# Teukros
Teukros (latinsky Teucer) je v řecké mytologii jméno dvou významných postav.

## Teukros - syn salamínského krále
Jeho otcem byl salamínský král Telamón a nevlastním bratrem byl hrdina Aiás. Spolu bojovali v trojské válce, kde Teukros vynikl jako nejlepší lukostřelec. Když Aiás, silný a statečný bojovník, zachránil pro Řeky tělo velkého hrdiny Achillea, dělal si nárok na Achilleovu zbroj. Tytéž nároky si dělal i statečný Odysseus - a vyhrál. Aiás tuto prohru považoval za svou pohanu, nezvládl ji a spáchal sebevraždu.
Když se Teukros vrátil z války bez bratra, otec ho vinil, že nedokázal sebevraždě bratra zabránit a za trest ho vyhnal ze země. Teukros se odstěhoval na ostrov Kypros a tam založil nové město, které nazval Salamína, stejně jako své rodiště.

## Teukros - Dardanie
Tento Teukros byl v oblasti Malé Asie nejstarším králem. Byl praotcem trójského královského rodu.
Do své země přijal Diova syna Dardana. Ten se později oženil s královskou dcerou Bateiou a založil Dardanii. Jeho pravnuk později založil slavnou Tróju.